# Saison 2 de Shades of Blue
Chronologie
Saison 1 Saison 3
Cet article présente le guide des épisodes de la deuxième saison de la série télévisée américaine Shades of Blue.

## Généralités
- Aux États-Unis, la saison a été diffusée du 5 mars 2017[1] au 21 mai 2017 sur le réseau NBC.
- Au Canada, la saison a été diffusée en simultané sur le réseau Global.

## Distribution

### Acteurs principaux
- Jennifer Lopez (VF : Charlotte Marin) : détective Harlee Santos, policière et mère célibataire
- Ray Liotta (VF : Patrick Béthune) : Capitaine Matt Wozniak
- Drea de Matteo (VF : Laurence Dourlens) : détective Tess Nazario
- Warren Kole (VF : Vincent Ropion) : agent spécial du FBI Robert Stahl
- Dayo Okeniyi (VF : Namakan Koné) : détective Michael Loman
- Hampton Fluker (VF : Jean-Baptiste Anoumon) : détective Marcus Tufo
- Vincent Laresca (VF : Marc Saez) : détective Carlos Espada
- Sarah Jeffery (VF : Camille Donda) : Cristina Santos, fille de Harlee

### Acteurs récurrents
- Anna Gunn : Conseillère municipale[2]
- Margaret Colin : Linda Wozniak, femme de Matt[3]

## Liste des épisodes

### Épisode 1:Impardonnable
- États-Unis /  Canada : 5 mars 2017 sur NBC[4] / Global
- Québec : 21 août 2017 sur Moi & Cie Télé
- Suisse : 2 mars 2018 sur RTS Un
- Belgique : 15 mai 2018 sur La Une[5]
- France : 2 octobre 2018 sur France 2

- États-Unis : 5,25 millions de téléspectateurs[6] (première diffusion)
- Canada : 1,121 million de téléspectateurs[7] (première diffusion + différé 7 jours)

### Épisode 2:En pleine tempête
- États-Unis /  Canada : 12 mars 2017 sur NBC / Global
- Québec : 28 août 2017 sur Moi & Cie Télé
- Suisse : 2 mars 2018 sur RTS Un
- Belgique : 15 mai 2018 sur La Une
- France : 2 octobre 2018 sur France 2

- États-Unis : 4,84 millions de téléspectateurs[8] (première diffusion)
- Canada : 936 000 téléspectateurs[9] (première diffusion + différé 7 jours)

### Épisode 3:Dissensions
- États-Unis /  Canada : 19 mars 2017 sur NBC / Global
- Québec : 4 septembre 2017 sur Moi & Cie Télé
- Suisse : 9 mars 2018 sur RTS Un
- Belgique : 22 mai 2018 sur La Une
- France : 3 octobre 2018 sur France 2

- États-Unis : 4,09 millions de téléspectateurs[10] (première diffusion)

### Épisode 4:Chasse au fantôme
- États-Unis /  Canada : 26 mars 2017 sur NBC / Global
- Québec : 11 septembre 2017 sur Moi & Cie Télé
- Suisse : 9 mars 2018 sur RTS Un
- Belgique : 22 mai 2018 sur La Une
- France : 3 octobre 2018 sur France 2

- États-Unis : 4,36 millions de téléspectateurs[11] (première diffusion)

### Épisode 5:Overdoses
- États-Unis /  Canada : 2 avril 2017 sur NBC / Global
- Québec : 18 septembre 2017 sur Moi & Cie Télé
- Suisse : 16 mars 2018 sur RTS Un
- Belgique : 29 mai 2018 sur La Une
- France : 6 octobre 2018 sur France 2

- États-Unis : 4,12 millions de téléspectateurs[12] (première diffusion)

### Épisode 6:Piégée
- États-Unis /  Canada : 9 avril 2017 sur NBC / Global
- Québec : 25 septembre 2017 sur Moi & Cie Télé
- Suisse : 16 mars 2018 sur RTS Un
- Belgique : 29 mai 2018 sur La Une
- France : 6 octobre 2018 sur France 2

- États-Unis : 3,98 millions de téléspectateurs[13] (première diffusion)

### Épisode 7:Toi aussi, Brutus?
- États-Unis /  Canada : 16 avril 2017 sur NBC / Global
- Québec : 2 octobre 2017 sur Moi & Cie Télé
- Suisse : 23 mars 2018 sur RTS Un
- Belgique : 5 juin 2018 sur La Une
- France : 9 octobre 2018 sur France 2

- États-Unis : 4,05 millions de téléspectateurs[14] (première diffusion)

### Épisode 8:Une dette à payer
- États-Unis /  Canada : 23 avril 2017 sur NBC / Global
- Québec : 9 octobre 2017 sur Moi & Cie Télé
- Suisse : 23 mars 2018 sur RTS Un
- Belgique : 5 juin 2018 sur La Une
- France : 9 octobre 2018 sur France 2

- États-Unis : 4,09 millions de téléspectateurs[15] (première diffusion)
- Canada : 891 000 téléspectateurs[16] (première diffusion + différé 7 jours)

### Épisode 9:Le retour du chaos
- États-Unis /  Canada : 30 avril 2017 sur NBC / Global
- Québec : 16 octobre 2017 sur Moi & Cie Télé
- Suisse : 30 mars 2018 sur RTS Un
- Belgique : 12 juin 2018 sur La Une
- France : 10 octobre 2018 sur France 2

- États-Unis : 4,53 millions de téléspectateurs[17] (première diffusion)

### Épisode 10:Les chasseurs de monstres
- États-Unis /  Canada : 7 mai 2017 sur NBC / Global
- Québec : 23 octobre 2017 sur Moi & Cie Télé
- Suisse : 30 mars 2018 sur RTS Un
- Belgique : 12 juin 2018 sur La Une
- France : 10 octobre 2018 sur France 2

- États-Unis : 4,09 millions de téléspectateurs[18] (première diffusion)

### Épisode 11:De la compassion
- États-Unis /  Canada : 14 mai 2017 sur NBC / Global
- Québec : 30 octobre 2017 sur Moi & Cie Télé
- Suisse : 6 avril 2018 sur RTS Un
- Belgique : 19 juin 2018 sur La Une
- France : 12 octobre 2018 sur France 2

- États-Unis : 4,64 millions de téléspectateurs[19] (première diffusion)

### Épisode 12:Laissez entrer la lumière
- États-Unis /  Canada : 21 mai 2017 sur NBC / Global
- Québec : 6 novembre 2017 sur Moi & Cie Télé
- Suisse : 6 avril 2018 sur RTS Un
- Belgique : 19 juin 2018 sur La Une
- France : 12 octobre 2018 sur France 2

- États-Unis : 3,78 millions de téléspectateurs[20] (première diffusion)

### Épisode 13:Les dernières forces
- États-Unis /  Canada : 21 mai 2017 sur NBC / Global
- Québec : 13 novembre 2017 sur Moi & Cie Télé
- Suisse : 6 avril 2018 sur RTS Un
- Belgique : 19 juin 2018 sur La Une
- France : 13 octobre 2018 sur France 2

- États-Unis : 4,1 millions de téléspectateurs[20] (première diffusion)